# Росселлини, Роберто
Робе́рто Росселли́ни (итал. Roberto Rossellini; 8 мая 1906[…], Рим, Королевство Италия — 3 июня 1977[…], Рим) — итальянский кинорежиссёр, который положил начало неореализму в кино «военной трилогией», состоящей из фильмов «Рим — открытый город» (1945), «Пайза» (1946) и «Германия, год нулевой» (1948).

## Биография
Родился в Риме в семье преуспевающего архитектора. Отец Росселлини построил первый кинотеатр в Риме, и в детстве Роберто имел неограниченный бесплатный пропуск в кино. В молодости пробовал себя во многих профессиях, имеющих отношение к созданию кинофильмов, и приобрёл большой опыт в различных областях и на различных этапах кинопроизводства. Брат Роберто — Ренцо Росселлини — написал музыку ко многим его фильмам.
Во время Второй мировой войны Росселлини находился в сложном положении. С одной стороны, благодаря протекции своего старого знакомого Витторио Муссолини он продолжал работать в официальной киноиндустрии, с другой — тайно снимал ручной камерой антифашистские репортажи. В 1938 году снял первый документальный, в 1941-м — первый художественный фильм. На исходе войны фактически без сценария и с актёрами-любителями поставил нашумевший фильм «Рим — открытый город», воспринятый как манифест нового, послевоенного европейского кинематографа. С исполнительницей главной роли, Анной Маньяни, у режиссёра завязывается бурный роман.
За «Римом» последовали новые фильмы на военную тему, которая становится основной в творчестве Росселлини, — «Германия, год нулевой», «Генерал Делла Ровере», «В Риме была ночь». В конце 1940-х Росселлини — самый знаменитый режиссёр Италии, если не всей Европы. Могущественный голливудский продюсер Дэвид Селзник приглашает его работать на «Фабрике грёз».

## Отношения с Ингрид Бергман
В 1948 году Росселлини получает от голливудской суперзвезды Ингрид Бергман письмо с предложением сотрудничества и в следующем году начинает съёмки фильма «Стромболи» с Бергман в главной роли. Так началась одна из известнейших любовных историй в летописях кино. Сближение Роберто Росселлини и Ингрид Бергман сопровождалось общественным скандалом, так как оба уже состояли в браке, а у Росселлини было двое детей. У них родились сын и две дочери, из которых одна стала известной моделью и актрисой — Изабелла Росселлини. Совместные кинопроекты Росселлини и Бергман в своё время не имели успеха ни у публики, ни у критиков. В художественном плане они предвещали экзистенциальные искания таких режиссёров, как Микеланджело Антониони. Пути Росселлини и Бергман окончательно разошлись в конце 1950-х.

## Поздние годы
«Генерал Делла Ровере» (1959) с Витторио Де Сика в главной роли стал последним успешным фильмом режиссёра. В конце 1950-х он посвящает себя многосерийному документальному проекту об Индии. На съёмочной площадке у него завязался роман с местной сценаристкой, которая родила от него ребёнка. Разочарованный холодным приёмом фильма об Индии и провалом в прокате исторической ленты «Ванина Ванини», Росселлини в 1963 году собрал пресс-конференцию, на которой заявил, что поскольку «кино умерло», отныне он будет работать на телевидении, «просвещая» широкие слои публики. Когда об этом рассказали Хичкоку, он мрачно сострил: «Не кино умерло, а режиссёр Росселлини».
Для телевидения Росселлини снял общеобразовательные фильмы-биографии Людовика XIV, Сократа, Паскаля, Блаженного Августина и Франциска Ассизского, а также 3-серийный фильм об эпохе Лоренцо Великолепного. Новый стиль был впервые опробован во французском телефильме «Приход к власти Людовика XIV» (1966), применившем художественные принципы неореализма к костюмному кино.
Росселлини умер от сердечного приступа в Риме, в 1977 году, в возрасте 71 года. Похоронен на кладбище Кампо Верано.

## Фильмография

### Кино
- Dafne (1936)
- Prélude à l’après-midi d’un faune (1937)
- La Vispa Teresa (1939)
- Il Tacchino prepotente (1939)
- Fantasia sottomarina (1940)
- Il Ruscello di Ripasottile (1941)
- Белый корабль / La Nave bianca (1941)
- Пилот возвращается / Un Pilota ritorna (1942)
- Человек с крестом / L'Uomo dalla croce (1943)
- Рим — открытый город / Roma, città aperta (1945)
- Пайза / Paisà (1946)
- Желание / Desiderio (1946)
- Любовь / L'Amore (1948)
- Германия, год нулевой / Germania anno zero (1948)
- Стромболи, земля Божья / Stromboli (1950)
- Франциск, менестрель Божий / Francesco, giullare di Dio (1950)
- Семь смертных грехов (эпизод «Зависть») / I sette peccati capitali (1952)
- Машина, убивающая плохих / La Macchina ammazzacattivi (1952)
- Европа 51 / Europa '51 (1952)
- Мы — женщины (эпизод «Ингрид Бергман») / Siamo donne (1953)
- Где свобода? / Dov'è la libertà? (1953)
- Amori di mezzo secolo (эпизод «Napoli '43», 1954)
- Путешествие в Италию / Viaggio in Italia (1954)
- Страх / La paura (1954)
- Жанна д'Арк на костре / Giovanna d’Arco al rogo (1954)
- Индия / India: Matri Bhumi (1959)
- Генерал делла Ровере / Il generale Della Rovere (1959)
- В Риме была ночь / Era Notte a Roma (1960)
- Да здравствует Италия! / Viva l’Italia (1961)
- Ванина Ванини / Vanina Vanini (1961)
- Чёрная душа / Anima nera (1962)
- РоГоПаГ (эпизод «Целомудрие») / Ro.Go.Pa.G. (1963)
- Год первый / Anno uno (1974)
- Мессия / Il messia (1975)

### Телевидение
- L’India vista da Rossellini (1959)
- Torino nei cent’anni (1961)
- L’età del ferro (1964)
- Idea di un’isola (1967)
- Приход к власти Людовика XIV / La Prise de pouvoir par Louis XIV (1966)
- Atti degli apostoli (1968)
- Da Gerusalemme a Damasco (1970)
- Сократ / Socrate (1971)
- Rice University (1971)
- Intervista a Salvador Allende: La forza e la ragione (1971)
- Августин из Гиппона / Agostino d’Ippona (1972)
- Паскаль / Blaise Pascal (1972)
- Век Козимо Медичи / L’età di Cosimo de' Medici (1973)
- Декарт / Cartesius (1974)
- The World Population (1974)
- Concerto per Michelangelo (1977)
- Beaubourg (1977)